# Johann Christoph Lauterbach (Kartograf)
Johann Christoph Lauterbach (* 1675; † 20. Oktober 1744 in Ulm) war ein deutscher Kartograf und Ingenieuroffizier, der in der Freien Reichsstadt Ulm gewirkt hat.

## Familienverhältnisse
Johann Christoph Lauterbachs Familie kam aus dem Handwerkerstand. Sein Vater Johann Lauterbach (1640–1719) war Schumacher und Zunftmeister in Ulm. Seine Mutter Veronika Heckenauer (1644–1729) war die zweite Frau von Johann. Aus der ersten Ehe des Vaters stammte der Mathematiker und Architekt Johann Balthasar Lauterbach (1663–1694), der somit ein Halbbruder von Johann Christoph war.

## Betätigungsfelder

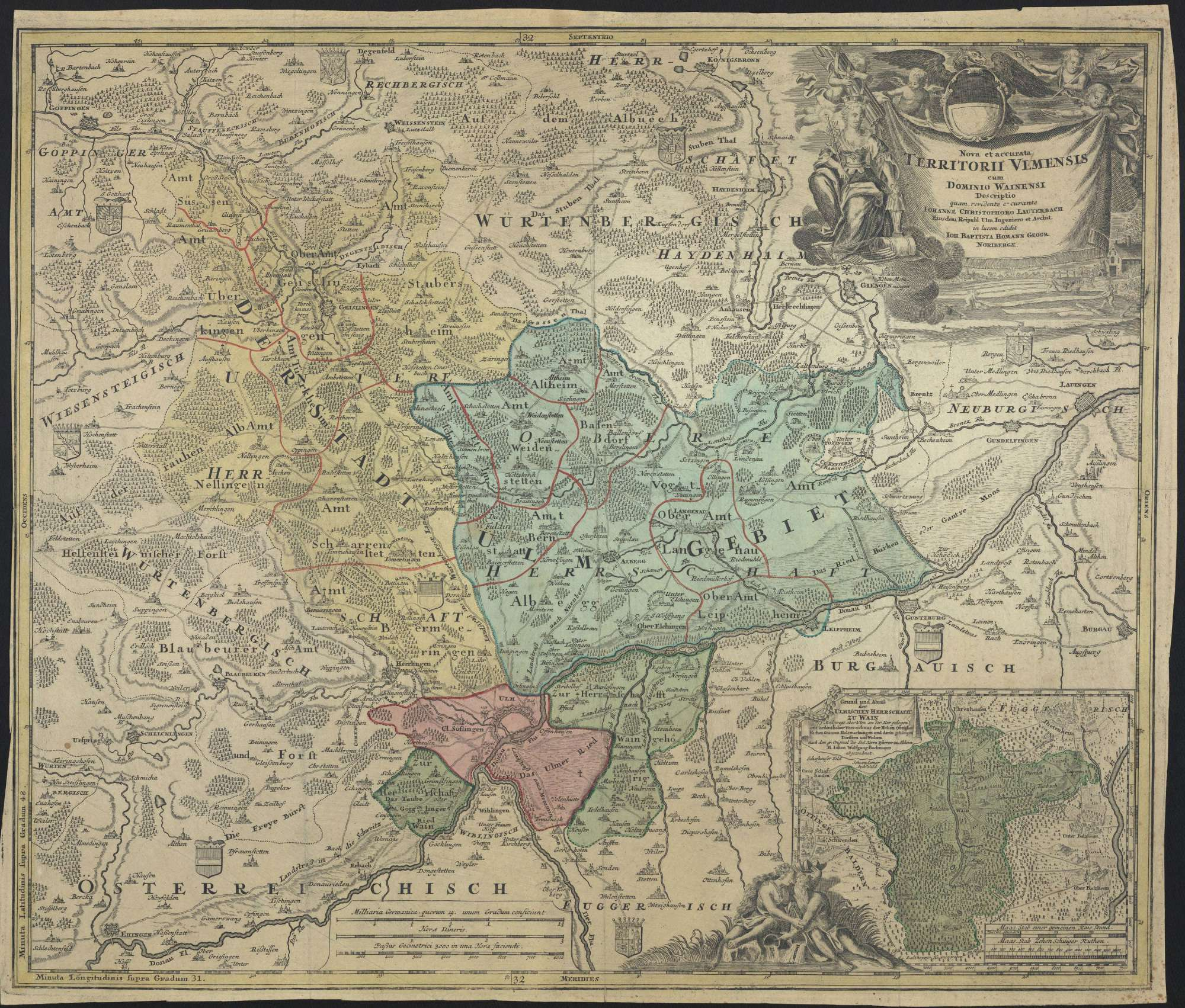
Die Karte Nova et accurata Territorii Ulmensis cum Dominio Wainensi von 1720

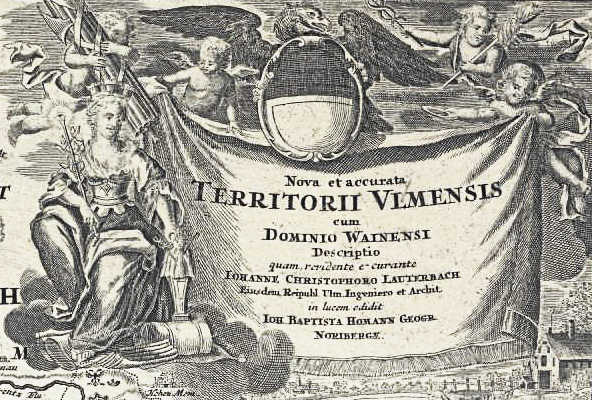
Titelkartusche der Karte Nova et accurata Territorii Ulmensis cum Dominio Wainensi

Das Wirken von Johann Christoph Lauterbach war recht vielseitig. Neben seiner kartographischen Arbeit ist er auch als Zeughausschreiber und Architekt (Baumeister) tätig gewesen.
Seine wesentlichste kartographische Arbeit war eine Karte des Ulmer Gebietes (Nova et accurata Territorii Ulmensis cum Dominio Wainensi), die von Johann Baptist Homann (1664–1724) in Kupfer gestochen und 1720 in Nürnberg herausgebracht wurde. (Vorläufer dieser Karte waren, ebenfalls nach Entwürfen von Lauterbach, 1709 eine Radierung von Homann und 1710 eine weitere Radierung von Gabriel Bodenehr [1664/73–1758/65].) Als Grundlage zu dieser Arbeit diente Lauterbach Kartenmaterial von Wolfgang Bachmeyer (1597–1685), der im 17. Jahrhundert die ersten Landesaufnahmen in ulmischen Gebieten durchgeführt hatte und dessen Arbeiten dort fast ein Jahrhundert lang kartographisch bestimmend waren. Die Karten von Bachmeyer wurden oft kopiert und nachgestochen. Unter all diesen  Folgekarten war die Karte Johann Christoph Lauterbachs von 1720 in ihrer umfangreichen Neubearbeitung die bekannteste und wohl auch schönste. Jedenfalls lobte der Kartenhistoriker Eberhard David Hauber (1695–1765) die Ästhetik dieser Arbeit: Und diese Charte ist über alle massen schön, und auf eine besondere angenehme Weise illumiret.
Andere kartographische Arbeiten von Johann Christoph Lauterbach waren unter anderem Aufnahmen von Flussläufen, die er in einigen kolorierten Tuschzeichnungen dargestellt hat. So 1708 ein Plan der Blau (33 × 50 cm) mit den an ihr liegenden Mahl-, Schleif-, Hammer- und Sägemühlen und mit Maßangaben des Gefälles und der Breite der Wasserbaueingänge. 1712 entstand ein Plan des Illerverlaufs bei Unterkirchberg (32 × 40,5 cm) mit Brücken und 1727 ein Plan der Illermündung (33 × 42 cm) mit Schlachten und Flügelschlachten, Maßangaben, Kosten- und Materialvorschlägen und Erläuterungen.

## Werke
- Nova et accurata Territorii Vlmensis cum Dominio Wainensi Descriptio / quam revidente & curante Iohanne Christophoro Lauterbach Eiusdem Reipubl. Ulm Ingeniero et Archit. in lucem edidit Ioh. Baptista Homann Geogr. Noribergæ, [ca. 1709] (Digitalisat)